# Fédération Française de Badminton
Die Fédération Française de Badminton (FFBA) ist die oberste nationale administrative Organisation in der Sportart Badminton in Frankreich. Der Verband mit Sitz in Saint-Ouen-sur-Seine wurde im Februar 1979 gegründet, existierte als Teil des französischen Tennisverbandes jedoch schon deutlich früher.

## Geschichte
Badminton in seiner heutigen Form wurde in Frankreich erstmals 1898 in Saint-Servan gespielt, wo der britische Armeeangehörige J. E. Jones eine Vierfeldhalle erbauen ließ. Der Verein Dieppe BC wurde Mitglied in der Badminton Association und im November 1908 organisierten die Franzosen mit den French Open das erste internationale Turnier auf dem europäischen Festland überhaupt. 1934 war der französische Tennisverband Gründungsmitglied der Badminton World Federation, damals als International Badminton Federation bekannt. Der Verband wurde 1968 ebenfalls Mitglied im kontinentalen Dachverband Badminton Europe, damals noch unter dem Namen European Badminton Union firmierend. 1973 war der Verband maßgeblich an der Initialisierung des Plume d’Or beteiligt.

## Bedeutende Veranstaltungen, Turniere und Ligen
- French Open
- Orléans Masters
- Le Volant d’Or de Toulouse
- Strasbourg International
- Strasbourg Masters
- Paris International
- Französische Meisterschaft
- Mannschaftsmeisterschaft
- Seniorenmeisterschaft
- Juniorenmeisterschaft
- French Juniors

## Präsidenten
| Zeitraum                                              | Name               |
| ----------------------------------------------------- | ------------------ |
| Fédération française                                  |                    |
| 1936                                                  | Ernest Féret       |
| 1937                                                  | Louis Bléry        |
| 1938–39/1941                                          | René Mathieu       |
| Commission Centrale de Badminton de la FF Lawn Tennis |                    |
| 1941–1960                                             | René Mathieu       |
| 1960–1960                                             | Michel Marret      |
| 1960–1968                                             | René Pelletier     |
| 1968–1979                                             | Claude Lefèvre     |
| Fédération française de badminton                     |                    |
| 1979–1984                                             | Claude Lefèvre     |
| 1984–1988                                             | Alain Citoleux     |
| 1988–1996                                             | Jean Brunet        |
| 1996–2012                                             | Paul André Tramier |
| 2012–2016                                             | Richard Rémaud     |
| 2016–2020                                             | Florent Chayet     |
| 2020–2024                                             | Yohan Penel        |
| seit 2025                                             | Franck Laurent     |